# برنت إيفنسن
برنت إيفنسن (بالنرويجية البوكمول: Bernt Evensen)‏ هو متزلج سريع نرويجي، ولد في 8 أبريل 1905 في كريستيانية في النرويج، وتوفي في 24 أغسطس 1979 في أوسلو في النرويج.

## وصلات خارجية
- برنت إيفنسن على موقع أرشيف الدراجات (الإنجليزية)
- برنت إيفنسن على موقع SpeedSkatingBase.eu (الإنجليزية)
- برنت إيفنسن على موقع SpeedSkatingNews.info (الإنجليزية)
- برنت إيفنسن على موقع SpeedSkatingStats.com (الإنجليزية)
- برنت إيفنسن على موقع اللجنة الأولمبية الدولية (الإنجليزية)
- برنت إيفنسن على موقع أوليمبيديا (الإنجليزية)